# Krummennaab

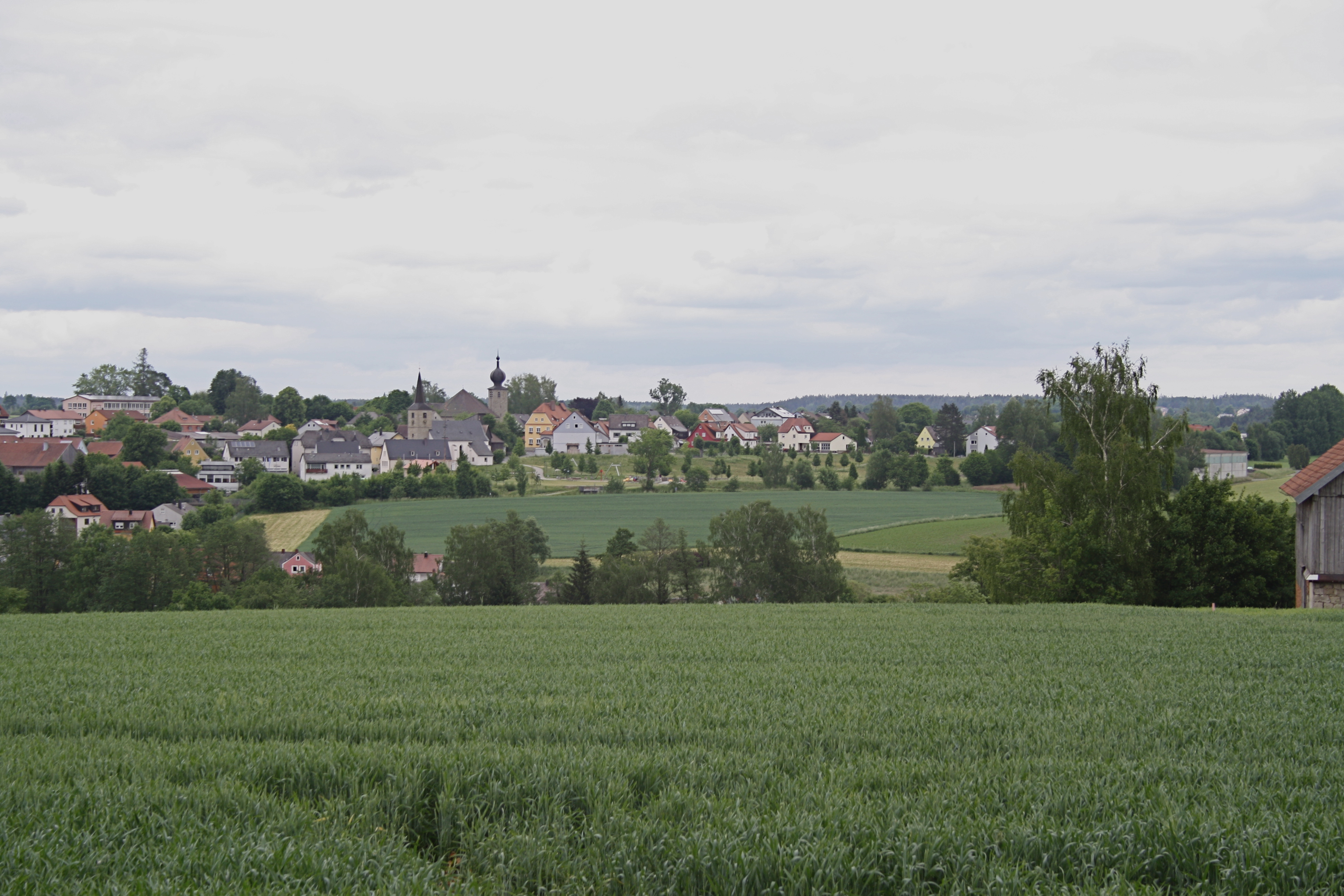
Krummennaab

Krummennaab (nordbairisch: Krummanoo) ist eine Gemeinde im Oberpfälzer Landkreis Tirschenreuth.

## Geografie

### Geografische Lage
Krummennaab liegt zwischen den Naturparks Oberpfälzer Wald und Steinwald. Der Hauptort liegt an der unteren Fichtelnaab, die in älterer Zeit auch Krummennaab genannt wurde.

### Gemeindegliederung
Es gibt 17 Gemeindeteile (in Klammern ist der Siedlungstyp angegeben):
- Bayrischhof (Einöde)
- Burggrub (Dorf)
- Kammerermühle (Einöde)
- Kohlbühl (Dorf)
- Krummennaab (Pfarrdorf)
- Kühlenmorgen (Weiler)
- Lehen (Weiler)
- Mittelberg (Einöde)
- Reisermühle (Einöde)
- Sassenhof (Weiler)
- Schmierofen (Weiler)
- Steinbühl (Weiler)
- Stockau (Weiler)
- Thumsenreuth (Pfarrdorf)
- Trautenberg (Dorf)
- Waffenhammer (Einöde)
- Ziegelhütte (Einöde)

Es gibt die Gemarkungen  Krummennaab, Reuth b.Erbendorf (nur Gemarkungsteil 0), Sassenhof, Thumsenreuth, Trautenberg (nur Gemarkungsteil 0),

## Geschichte

### Bis zur Gemeindegründung
Gegen Ende des 14. Jahrhunderts erwarben die Notthafft von Weißenstein das Dorf und die Burg Krummennaab. Vorher befand sich der Ort im Besitz der Familie Wild von Wildenreuth (Wellenreuth). 1564 gelangte das Rittergut an Georg Wisbeck von Velburg, von dem es 1571 Georg von Rochau erwarb. Die Rochau besaßen Krummennaab bis nach dem Dreißigjährigen Krieg. 1668 erwarb Wolf Ernst von Lindenfels auf Weidenberg den Besitz.
Die mittelalterliche Burg war wahrscheinlich eine von einem Wassergraben umgebene Niederungsburg im unteren Dorf auf einer von der Naab und dem Mühlgraben umflossenen Insel. Im Jahre 1717 wurde im alten Schlössl von Karl Christian von Lindenfels eine Glas-Polier-Mühle eingerichtet. In der Nachbarschaft befanden sich eine zum Rittergut gehörende Mahlmühle sowie das Gärtner- und Jägerhaus. In Krummennaab wird auch ein Eisenhammer (Krummnabhammer) genannt.
Im Jahr 1818 entstand die politische Gemeinde.

### Schloss
Wann das neue Schloss im oberen Dorf erbaut wurde, ist unklar. Das Pächterhaus im geräumigen Schlosshof trug einst das Wappen des Wolf Ernst von Lindenfels († 1699) und seiner Gemahlin Magdalena von Giech. Das Schlossgebäude wurde nach einem Brandunglück im Jahr 1705 von Karl Christian von Lindenfels wieder aufgebaut.
1724/25 erwarb der französische Adelige Louis Anne de Sainte Marie Eglise das Gut Krummennaab und gründete eine Glaspoliere. Nach seinem Tod im Jahr 1756 wechselte das Schloss mehrfach seine adeligen Besitzer, bis es 1787 an Johann Georg von Grafenstein gelangte, dessen Nachkommen es bis 1856 besaßen. Der letzte adelige Besitzer Krummennaabs, Karl Theodor Freiherr von Künsberg, zertrümmerte den Gutsbesitz und verkaufte die Schlossgebäude in bürgerliche Hände.
Im Jahr 1894 wurde im alten Schloss eine Porzellanfabrik eingerichtet, die 1939 vom Weidener Porzellanfabrikanten Wilhelm Seltmann erworben wurde. Nach und nach mussten alle Gebäude des Schlossgutes den Bauten der Porzellanfabrik weichen. Das Schlossgebäude wurde 1966 abgebrochen. Heute erinnern nur noch zwei in ein modernes Wohngebäude eingemauerte Wappensteine und eine barocke Zaunsäule an das ehemalige Schloss Krummennaab.

### Eingemeindungen
Im Jahr 1939 wurde die Gemeinde Burggrub eingegliedert. Im Jahr 1945 oder 1946 kamen Gebietsteile der aufgelösten Gemeinde Trautenberg hinzu. Thumsenreuth folgte im Zuge der Gebietsreform in Bayern am 1. Juli 1972.

### Einwohnerentwicklung
Zwischen 1988 und 2018 sank die Einwohnerzahl von 1751 auf 1464 um 287 bzw. um 16,4 %, das war der prozentual deutlichste Einwohnerverlust im Landkreis im genannten Zeitraum.

## Politik und Öffentliche Verwaltung
Die Gemeinde ist Mitglied der Verwaltungsgemeinschaft Krummennaab.
Der Gemeinderat hat 13 Mitglieder:
- CSU 6 Sitze
- SPD 3 Sitze
- FWG 4 Sitze

(Stand: Kommunalwahl am 15. März 2020)

### Wappen
| Wappen Gde. Krummennaab | Blasonierung: „Geteilt; oben geteilt von Rot und Silber, darin drei blaue Spitzen; unten in Blau ein goldener Adler.“ |
| Wappen Gde. Krummennaab | Wappenbegründung: Das Wappen erinnert an zwei in der Geschichte der Gemeinde wichtige Adelsfamilien. Die obere Hälfte, geteilt von Rot und Silber, darin drei blaue Spitzen, zeigt das etwas vereinfachte Wappen der Herren Wild von Wildenreuth, die die adelige Grundherrschaft Krummennaab im 14. Jahrhundert innehatten. Der goldene Adler im unteren Feld stammt aus dem Wappen der Familie de Sainte Marie Eglise, das in Blau sechs rechts sehende goldene Adler enthält. Der französische Emigrant Louis Anne de Sainte Marie Eglise erwarb das Landsassengut 1725 und verhalf dem zuvor rein agrarisch strukturierten Ort durch die Inbetriebnahme einer Glaspoliere zu neuer wirtschaftlicher Ausrichtung. Dieses Wappen wird seit 1962 geführt. |

## Kultur und Sehenswürdigkeiten

### Bauwerke
- Die evangelische Pfarrkirche ist im Kern spätgotisch (15. Jahrhundert). Ihr heutiges Aussehen mit der neugotischen Turmfront erhielt sie nach einem Brand im Jahr 1832. Die Ausstattung stammt im Wesentlichen aus der Zeit um 1730.
- Die Gebäude des Schlosses Krummennaab mussten im 20. Jahrhundert dem Industriekomplex der Porzellanfabrik Seltmann Weiden weichen. Dieser wurde 2015 abgerissen.
- Schloss Burggrub (Krummennaab), ehemalige Landsasserei im Gemeindeteil Burggrub
- Schloss Trautenberg
- Burg Trautenberg

## Wirtschaft und Infrastruktur

### Verkehr
Krummennaab liegt an der Bundesstraße 299. Über die Anschlussstelle Falkenberg (Entfernung acht Kilometer) verfügt der Ort über eine Anbindung an die Bundesautobahn 93 Regensburg-Hof.

### Öffentliche Einrichtungen
- Im Gemeindeteil Thumsenreuth gibt es einen Badeweiher mit Campingplatz.
- Krummennaab hat einen der katholischen Kirchengemeinde gehörenden Kindergarten sowie eine Grundschule.

## Persönlichkeiten

### Söhne und Töchter des Ortes
- Johann Baptist Höcht (1870–1950), Weihbischof in Regensburg
- Elke Hermannsdörfer (* 1947), Schriftstellerin

### Persönlichkeiten, die vor Ort gewirkt haben
- Anton von Grafenstein (1780–1854), Königlicher Postmeister, war Besitzer des Schlosses.
- Bernhard Dagner (* 1961), Künstler
- Johann Baptist Lehner (1890–1971), katholischer Geistlicher und Heimatforscher